# Anne Michaels
Anne Michaels (* 15. dubna 1958 Toronto, Ontario) je kanadská básnířka a prozaička.

## Život
Narodila se 15. dubna 1958 v Torontu. Studovala na Torontské univerzitě. Dnes na téže univerzitě vyučuje.

## Dílo

### Básnické sbírky
- The Weight of Oranges (1986)
- Miner's Pond (1991)
- Skin Divers (1999)

### Román
- Prchavé okamžiky (Fugitive Pieces, 1996, česky 2000 v překladu Věry Chase, ISBN 80-207-1075-2)
- Zimní krypta (The Winter Wault, 2008, česky 2009 v překladu Petry Diestlerové, ISBN 978-80-207-1300-1)